# Business i. ENECO
『Business i. ENECO』（ビジネスアイ エネコ）は日本の月刊雑誌。日本工業新聞社が出版していた。毎月月末の1日前に発売。
2010年4月、『月刊エネルギー』『月刊地球環境』（旧名『PPM』）を統合する形で創刊され、2020年4月号（同年3月28日発売）をもって休刊。
本項では継続前誌についても一括して取り扱う。

## 概要
公式サイトによれば、誌名は「ENERGY（エネルギー）、ECOLOGY（環境保護）、ECONOMY（経済）の3つを組み合わせ「ENECO」となっている。都内の大型書店などを除き、一般の書店ではあまり置かれていない。
公式サイトによれば「経済の視点から環境問題を分析し、再生可能エネルギーなどの新しい潮流を紹介して、地球環境の明日のために鋭く提言」することを理念としている。基本的に業界誌・技術誌であり、一般のマスコミ記事では触れない面まで掘り下げた内容が多い。継続前誌の内『月刊エネルギー』に比較すると自然エネルギー、省エネルギー技術を取り上げる機会が多く、表紙もそれらに関連したものが良く掲載されている。
大きさは継続前誌よりA4判である。

## 歴史

### 月刊エネルギー
1968年3月創刊。創刊当時から基本的な内容に変化は無いが、どちらかというと電力業界が中心である。創刊当初から1970年代には「エネルギー革命を先導する総合情報誌」とのキャッチコピーが表紙に書かれていた。1999年に『アドインテリジェンス』に取材された際には、「エネルギー業界向けの技術情報誌というのが基本的な作りです。それとプラス、業界を取り巻く話題を取り上げています」と回答している。公式サイトによれば「エネルギー総合専門誌として、電力、石油、石炭、ガス、新エネルギーなど、エネルギー産業の発展に寄与すると共に、将来のエネルギー問題の解決に広範囲な意見提言を行」うとされている。
初期には業界関係者を招いての座談会が毎号のように掲載されており、業界人のインタビューなども『アドインテリジェンス』での紹介で特徴として指摘されている。
原子力発電については基本的に推進派の言説が掲載される。初期には目次の脇に顧問一覧が掲載されていたが、そこにはガス、石油業界の他、東京電力社長を務めた木川田一隆や電気事業連合会、原子力産業協会と言った原子力村の重鎮も名を連ねていた。
一方で1990年代以降、徐々に太陽光発電、風力発電、地熱発電など新エネルギーについても取り上げる機会が増えていった。『アドインテリジェンス』のインタビュアーがこの点に触れた際、当時の編集長であった神は「東西冷戦時代は、日本は米国の庇護の下、国としての安全保障はある程度は約束されていました。しかし、冷戦が終結した今は、米国はいざというとき何もしてくれないでしょう。国が自立する上ではエネルギーや食料を自力で確保することが大切です。勿論コストの問題はありますが。」と回答している。
NIMBYや原子力撤廃論者に対しては直接的な対決の他、技術的な反論や反対派の系譜について説明した記事が載る。また環境や周辺住民との調和、電力会社やガス会社の地元経済・社会への貢献を取り上げた記事が載ることも多い。
省エネルギーに対しても、大衆啓蒙的な姿勢を取っており、石油危機から長い期間を経過しているため、『アドインテリジェンス』の取材では1990年代当時の若年層に意識改革を求めている。
1999年1月に紙面を刷新した。2010年3月で505号を以って終刊。国立国会図書館などデータベース検索システムによっては「エネルギー」で登録されており、表紙の題字も月刊の文字はつかない。

#### 対象読者
『アドインテリジェンス』に対しては、対象読者は電力、ガス、石油関係の企業、およびその関連企業、研究機関、原子力発電所の立地自治体、研究者、大学などと回答しているが、「出来るだけ沢山の方々に関心をもってもらえるような誌面作りにしていきたい」とのコメントもなされている。

### 月刊地球環境
公害国会のあった1970年9月に創刊。創刊当初の名前は『PPM』であった。1997年4月に『月刊地球環境』に改名した。創刊当初より長らく日本工業新聞新社の発行であったが、1994年11月より1997年4月までの発行元は日工フォーラム社となり、1997年5月号より日本工業新聞社に戻った。同社の『環境自治体』とは巻次を共有していた。2010年4月で492号を以って終刊。
題字は副題を合わせると『PPM 公害対策と技術開発』と書かれていたが、『エネルギー』に比べると技術雑誌の性格が強く、技術動向や新技術の解説記事の占める割合が大きかった。分野は題字の語源｢ppm」にも繋がる大気汚染問題の他、下水処理、リサイクル、オゾン問題、騒音問題、建材、都市緑化など多彩であった。また『PPM』『月刊地球環境』を通じて、自治体や企業の環境問題への取り組みについて取り上げた記事が多く見られた。

## 内容
ここでは継続前誌を含めた構成上の特徴について記述する。

### 編集体制
執筆は企業研究者、学者、ジャーナリストに依頼する。特集の場合締切の30日前に内容を決定し、その後の依頼となる。締切は発売の40日前などと回答されている。

### インタビュー記事
電力会社、ガス会社の首脳や通商産業省（後経済産業省）、環境庁（後環境省）、専門家などに対するインタビュー記事が掲載される。同業他社、或いは官民による対談記事よりは個別の団体に絞ったケースが目立つ。

### 企画記事
原子力発電所などの立地自治体を巡ったり、『月刊エネルギー』の場合は電力会社、ガス会社、『月刊地球環境』の場合は自治体や企業などが入れ替わりで登場するシリーズ物が定番である。この他、継続前の2誌共最新技術動向の解説記事、公的な研究プロジェクトの紹介記事などもあり、その点では理系の読者向けの内容でもある。一般マスコミについては『エネルギーフォーラム』同様に風評被害や偏向報道に対して批判的な内容が掲載されることもある。
長期に渡り続いた記事としては今井隆吉「エネルギーと産業社会」があり、原子力発電から見たエネルギー供給の分析を主とする内容であった。1972年4月から1980年9月まで102回に渡った。今井がプラントの技術指導に関わり外務省の要請でクウェートに特命全権大使として赴任したための終了した。最終回では記事執筆の経緯について触れられたが、最初は「5-6回書いてみましょうか」程度のことだったと言う。最終回の1980年9月号には連載記事名一覧も掲載された。

### 政省令・技術基準解説記事
エネルギー、環境関係の新法や省令、技術基準の制定・改正などがあった場合に掲載される。執筆はもっぱら所管官庁の担当者。審議会や専門委員会が設置されていた場合、その審議に関わった委員などが執筆者となることもある。場合によっては全条文が掲載される。
この他毎年度初めには政府予算の解説記事が掲載される。

### 海外記事
『月刊エネルギー』は海外のエネルギー情勢についてはかなり取り上げる頻度が高かった。1970年代初期にはソビエト原子力利用国家委員会議長A.M.ペトロシャンツによる『科学的探求から原子力産業まで』の部分邦訳を連載した「ソ連の原子力開発とその展望」やプラウダ、イズベスチヤに収載されたガスを含むエネルギー関連記事（いずれも訳は山本直人）の邦訳が毎号のように載っていた時期もあった。2000年代以降もインドやロシア関係の記事が出る機会が多い。
その他、ウェスティングハウス・エレクトリックなど海外プラントメーカーの手になる技術記事も邦訳されたことがある。

### ニュース系記事
『月刊エネルギー』の場合、TOPICSで扱われることが多かった。その他にも幾つかのコーナーが設けられ、毎号最新情報を提供していた。

## その他
神によれば、大学で教材として使用される機会もあり、学生のエネルギー、環境保護への問題意識を提起する編集を目指す旨述べられていた。